# Cueva de Praileaitz

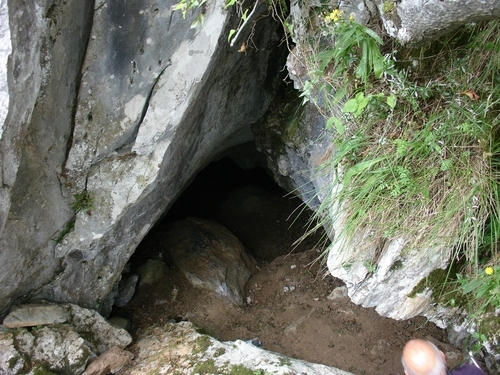
Entrada a la cueva

La Cueva de Praileaitz I se ubica en el municipio guipuzcoano de Deva, en el País Vasco, España. En ella se han hallado una colección de pinturas rupestres "a base de rayas y puntos"  especialmente relevantes junto a 29 decorados datados en el periodo del Magdaleniense inferior con una antigüedad de unos 15.500 años. Los hallazgos dan pie a la hipótesis de que la gruta fue sede de algún chamán. Se han encontrado también herramientas líticas datadas en un periodo temporal de entre 40.000 y 120.000 años y evidencias de haber sido hábitat de hombres de Cromañón y Neandertal. Está declarada monumento protegido.
La cueva está ubicada en el entorno de explotación de la cantera Sasiola, que mantiene la actividad poniendo en riesgo el yacimiento.

## Historia
La cueva fue descubierta por Mikel Sasieta y Juan Arruabarrena en el año 1983. Las primeras excavaciones de la Cueva de Praileaitz I se realizaron a principios del año 2000 por la Sociedad de Ciencias Aranzadi bajo la dirección del arqueólogo Xabier Peñalver. En las campañas efectuadas en los años 2006 y 2007 apareció numeroso material atribuible a la cultura Magdaleniense.
A principios de agosto de 2006, se localizaron varias pinturas rupestres paleolíticas durante una excavación arqueológica. Se trata de un conjunto iconográfico no figurativo compuesto de varios conjuntos de puntos rojos y rayas, aislados o formando series. Los investigadores opinan que las pinturas fueron realizadas hace unos 18.000 años y son atribuibles a la cultura Solutrense.
En julio de 2014 se descubre una nueva entrada que viene a confirmar una hipótesis de trabajo del equipo investigador y pone de manifiesto la amplitud del conjunto kárstico. La nueva entrada, con las nuevas galerías descubiertas, puede contener la parte principal del yacimiento, ya que los humanos del Paleolítico habitaban preferentemente en las bocas de la cuevas, no en su interior. Se estima que se hallarán materiales del Paleolítico superior y del Musteriense. La nueva entrada fue desescombrada en las excavaciones de 2015, dejando una boca de tres metros de altura. En las excavaciones de la campaña de 2016 aparecieron restos de industria lítica del Paleolítico Medio y vestigios también de fauna, tanto carnívoros como herbívoros.
Los estudios de georradar sobre el área de la entrada principal de la cueva dan como resultado que hay un espesor excavable de 6 metros, mientras que en la entrada descubierta en 2014 el espesor es de más de diez metros. Hay evidencias de habitacionalidad datadas en el Paleolítico Medio. Los restos líticos hallados son de cuarcitas, esquistos y ofitas, encontrándose solo una herramienta de sílex, cuando este material es el más común usado en esa época. Llama la atención que no se haya encontrado ninguna raedera, ya que este útil era el más habitual.
Se documenta que la cueva fue usada por los australopitecus neandertales, cuyas fuentes de alimentación ëran la caza y la recolección.

## Problemas por la interferencia de la cantera Sasiola
La cueva está situada a unos 3 km del mar, junto a la cantera de Sasiola y dentro de su actual ámbito de explotación, lo que supone una amenaza para la conservación de las pinturas, de la propia cueva y de su entorno (en el que existen abundantes restos prehistóricos). 
El 24 de mayo de 2007, la Sociedad de Ciencias Aranzadi propuso que se estableciera una amplia área de protección en torno a la cueva y un proyecto para poner en valor la zona.
El 17 de julio de 2007, el Gobierno Vasco aprobó (con los votos en contra de los socios de Gobierno Ezker Batua y Eusko Alkartasuna) un Decreto (120/2007) que establecía un área de protección de 50 metros alrededor del "santuario" rupestre. Este nivel de protección fue considerado insuficiente por la Sociedad de Ciencias Aranzadi, encargada de la excavación arqueológica y del estudio del arte rupestre de la cueva, y por otros colectivos defensores del importante yacimiento.
El 14 de diciembre de 2007, el Parlamento Vasco pidió al Gobierno Vasco la paralización cautelar de las actividades de la cantera y la ampliación de la zona de protección de la cueva. El Gobierno Vasco arguyó que el decreto de julio de 2007 proporcionaba suficiente protección, por lo que no atendió a dichas peticiones.
A finales de febrero de 2008, la Agencia Vasca del Agua (Uraren Euskal Agentzia) del Gobierno Vasco paralizó provisionalmente las obras de la cantera en la zona para estudiar el posible incumplimiento de la Ley 22/1988 de Costas. En abril, dicha Agencia abrió un expediente sancionador a la empresa explotadora de la cantera, todo ello por efecto de la denuncia que presentó la asociación MNT en agosto de 2008.
En los municipios de Deva y Motrico existen colectivos ciudadanos que trabajan para la protección del patrimonio rupestre de esta cueva y que han denunciado sistemáticamente todos los incumplimientos detectados. 
La empresa explotadora fue sancionada administrativamente a finales de septiembre de 2008 por la Agencia Vasca del Agua, por explotar los áridos en la zona sin las licencias pertinentes: multa de 60.000 euros y obligación de reponer la zona antes de tres meses. La Ley de Costas obliga a reponer y restituir la zona, pero fue omitido este detalle en la Resolución sancionadora de la Agencia Vasca del Agua.
La Comisión de Cultura del Parlamento Vasco solicitó a finales de 2008 ampliar la zona de protección a 500 metros, de acuerdo con el informe de J. Clottes, y que se estudiase la compensación a la empresa por la posible necesidad de abandonar la zona. Sin embargo, el Gobierno Vasco de Ibarretxe no atendió dicha solicitud.
A principios de 2009, la empresa explotadora aún no había restaurado la zona y recurrió la sanción de la Agencia Vasca del Agua para presionar económicamente ante lo que consideran sus legítimos derechos de explotación de la zona costera afectada, siendo atendidos sus argumentos por el TSJPV (Tribunal Superior de Justicia del País Vasco), que cautelarmente suspendió parcialmente la sanción. La Diputación Foral de Guipúzcoa suprimió todas las ayudas económicas que estaban dotadas para realizar las investigaciones arqueológicas en la cueva, por lo que no hay testigos molestos en la zona.
En el año 2016, la empresa responsable de la explotación de la cantera, Zeleta SL, puso en marcha un intento de modificar el deslinde de los bienes de dominio público marítimo-terrestre del tramo de la margen derecha de la ría de Deva, que, según establece la Orden Ministerial aprobada el 30 de julio de 2001, abarca al tramo que va desde el puente de Sasiola hasta la desembocadura de la ría, para reducir la zona de servidumbre, dejando la cueva de nuevo dentro del área de explotación, solo protegida por la Ley de Patrimonio que contempla un radio de 50 m alrededor de la entrada de la gruta.
Diversos colectivos conservacionistas, como Mutriku Natur Taldea, critican la escasa protección brindada al yacimiento y la muy débil postura de las instituciones en su defensa, así como la indemnización de 18,4 millones de euros que el Gobierno Vasco dio a la empresa que explota la cantera para compensar los perjuicios a su actividad que podría ocasionarle el decreto que calificaba a Praileaitz como bien cultural calificado.